# Eurocon 1993
Eurocon 1993, acronim pentru Convenția europeană de science fiction din 1993, a avut loc la Saint Helier în insula Jersey. Inivitații de onoare ai convenției au fost John Brunner, George R. R. Martin, Karel Thole și Larry van der Putte

## Premii acordate

### Hall of Fame
- cel mai bun autor: Iain Banks (Marea Britanie)
- cel mai bun artist: Jim Burns (Regatul Unit)
- cel mai bun editor: Phantom Press International (Polonia)
- cea mai bună revistă: Almanahul Anticipația (România)
- cel mai bun organizator: Larry van der Putte (Olanda)

### Spirit of Dedication Awards
- cea mai bună revistă: BEM (Spania)
- cea mai bună operă de artă: Gilles Francescano (Franța)

### Premii de încurajare
- Belgia: Fons Boelanders
- Franța: Jean Pierre Planque
- Ungaria: G. Nagy Pal
- Italia: Paolo Brera
- Norvegia: Cato Sture
- Polonia: Radosław Dylis
- Rusia: Vasily Zvygintsev
- Slovacia: Josef Zamay
- Spania: Paco Roca
- Ucraina: Ludmilla Kozinets
- Marea Britanie: Sue Thomas